# Jacob Magnus Sprengtporten
Jacob Magnus Sprengtporten (Finlandia, 1727 – Stoccolma, 2 aprile 1786) è stato un generale e politico finlandese.
Era fratellastro del generale Georg Magnus Sprengtporten. Fu autore di un tentativo di colpo di stato col consenso di re Gustavo III di Svezia, che però venne poi bloccato dallo stesso sovrano svedese che vedeva pericolosamente la figura sempre più popolare di Sprengtporten.

## Biografia

### I primi anni
Nativo della Finlandia, a 12 anni decise di entrare nel servizio militare svedese. Nel 1739, Sprengtporten si offrì volontario per la costruzione delle fortificazioni dell'esercito svedese e dal 1743 già divenne sottufficiale presso la guardia personale del sovrano, divenendo in seguito tenente. Prestò servizio in Finlandia nel 1744-1750 e successivamente nel 1757 divenne capitano geniere alle dipendente del tenente generale Axel von Fersen. Nel 1759 venne promosso al rango di maggiore e nel 1761 ottenne quello di tenente colonnello. Nel 1769 ottenne l'incarico di colonnello di un reggimento di dragoni e nel 1766 venne elevato alla nobiltà col rango di barone.
Durante la guerra di Pomerania (1757–1762), Sprengtporten venne riconosciuto come uno dei migliori ufficiali dell'esercito svedese. Nel 1761, quando Ehrensvärd era comandante in capo dell'esercito, Sprengtporten formò uno speciale corpo a parte composto da truppe leggere, il cosiddetto Sprengtporten Freekorp. Con questa stessa formazione, in quell'anno vinse nella battaglia di Neuensund e prese d'assalto la città di Malchin.

### Il complotto con l'appoggio del re
Dopo la firma della pace, si impegnò in maniera attiva al Riksdag e venne nominato membro della commissione parlamentare per le fortezze in Finlandia dal 1766 scrivendo un rapporto dettagliato sulle condizioni militari della regione che, tra le altre cose, richiedeva una presenza minima di armate nei propri territori. I sentimenti di Sprengtporten, ad ogni modo, non erano per schierarsi a favore dei partiti più progressisti o conservatori, ma istituì un proprio club composto perlopiù da giovani ufficiali e da realisti, il cosiddetto Svenska Botten (letteralmente "terreno di lavoro svedese"). Il club venne soppresso dall' Hattpartiet, fatto ce condusse Sprengtporten alla rovina finanziaria dal momento che i suoi avversari incitarono i suoi contadini in Finlandia a ribellarsi alla sua autorità colpendo i suoi possedimenti. Fu a quel punto, trovandosi con le spalle al muro, che Sprengtporten avvicinò re Gustavo III di Svezia col progetto di una rivoluzione che consentisse al sovrano di liberarsi una volta per tutte dei partiti al governo. Il movimento avrebbe avuto origine in Finlandia col supporto del reggimento di dragoni di Sprengtporten. Successivamente coi suoi uomini avrebbe conquistato la fortezza di Sveaborg e così facendo l'intero granducato. Partendo dalla Finlandia, poi, di notte i suoi uomini sarebbero giunti a Stoccolma, sorprendendo la capitale e restituendola al sovrano. Il piano coinvolgeva un'altra figura chiave, il complottista Johan Christopher Toll, e venne approvato caldamente dal re.

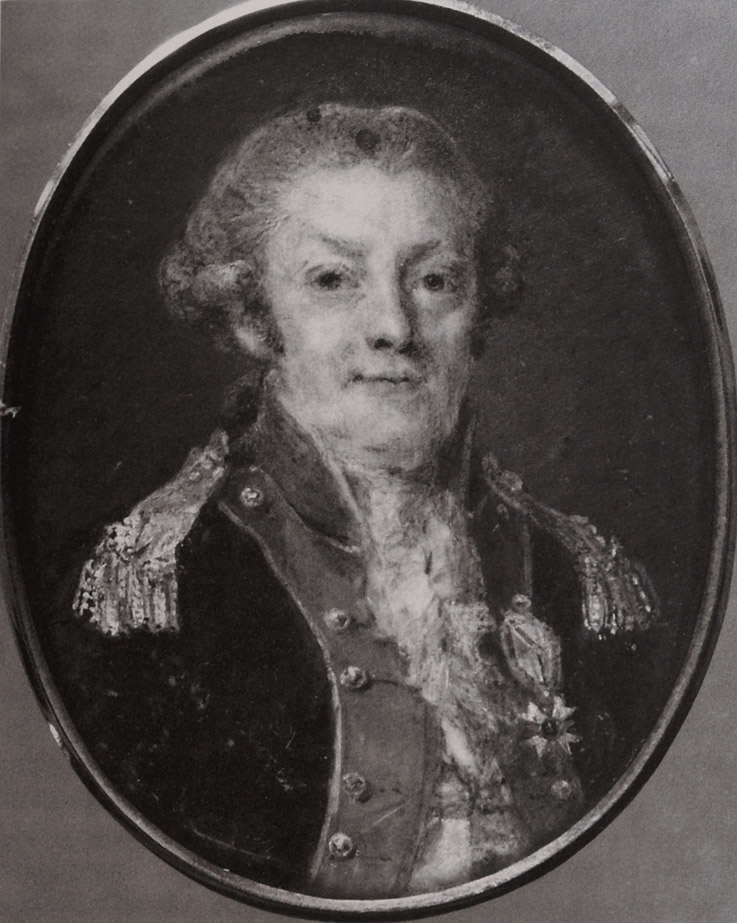
Jacob Magnus Sprengtporten

Il 22 luglio 1772 Sprengtporten lasciò Stoccolma. Il 9 agosto raggiunse Helsingfors. Il 16 agosto persuase le forze della fortezza di Sveaborg ad assoggettarsi al suo piano, come pure quelle di Helsingfors. Una settimana più tardi l'intera Finlandia era sotto il controllo del giovane colonnello. Il 23 agosto Sprengtporten era pronto per reimbarcarsi per Stoccolma con 780 uomini al suo seguito, ma venti contrari lo costrinsero a ritardare, mentre Gustavo III attendeva sue notizie senza lasciar trapelare nulla nella capitale svedese. Al suo ritorno in Svezia, ad ogni modo, Sprengtporten venne ricevuto coi massimi onori, gli venne conferito il grado di tenente generale ed il comando della guardia reale, ma la rivoluzione non venne fatta partire per volontà dello stesso sovrano che ormai aveva raggiunto il suo scopo: liberarsi dei partiti politici e proclamare il ritorno alla monarchia assoluta.

### Gli ultimi anni
Iniziarono così una serie di contrasti col sovrano di Svezia a partire dal 1774 quando Sprengtporten rifiutò di accettare l'incarico di comandante in capo dell'esercito svedese in Finlandia all'indomani di una minaccia di guerra con l'Impero russo: egli vedeva questa mossa come una punizione che il sovrano avrebbe voluto riservargli per aver dissentito sulla rivoluzione che era ormai pronta. Altre contrapposizioni si ebbero negli anni successivi al punto che Gustavo III richiamò il suo alto ufficiale con una lettera formale. Sprengtporten, a quel punto, diede le proprie dimissioni da colonnello della guardia perché era perseguitato dal fatto che il suo ideale fosse stato tradito e che a corte i suoi vecchi nemici stessero cercando di soppiantarlo. Ricevette una pensione da parte del governo e gli venne concesso il privilegio di una guardia personale per tutto il tempo in cui rimase in vita.